# Campo di Mare
Campo di Mare is een plaats (frazione) in de Italiaanse gemeente San Pietro Vernotico.

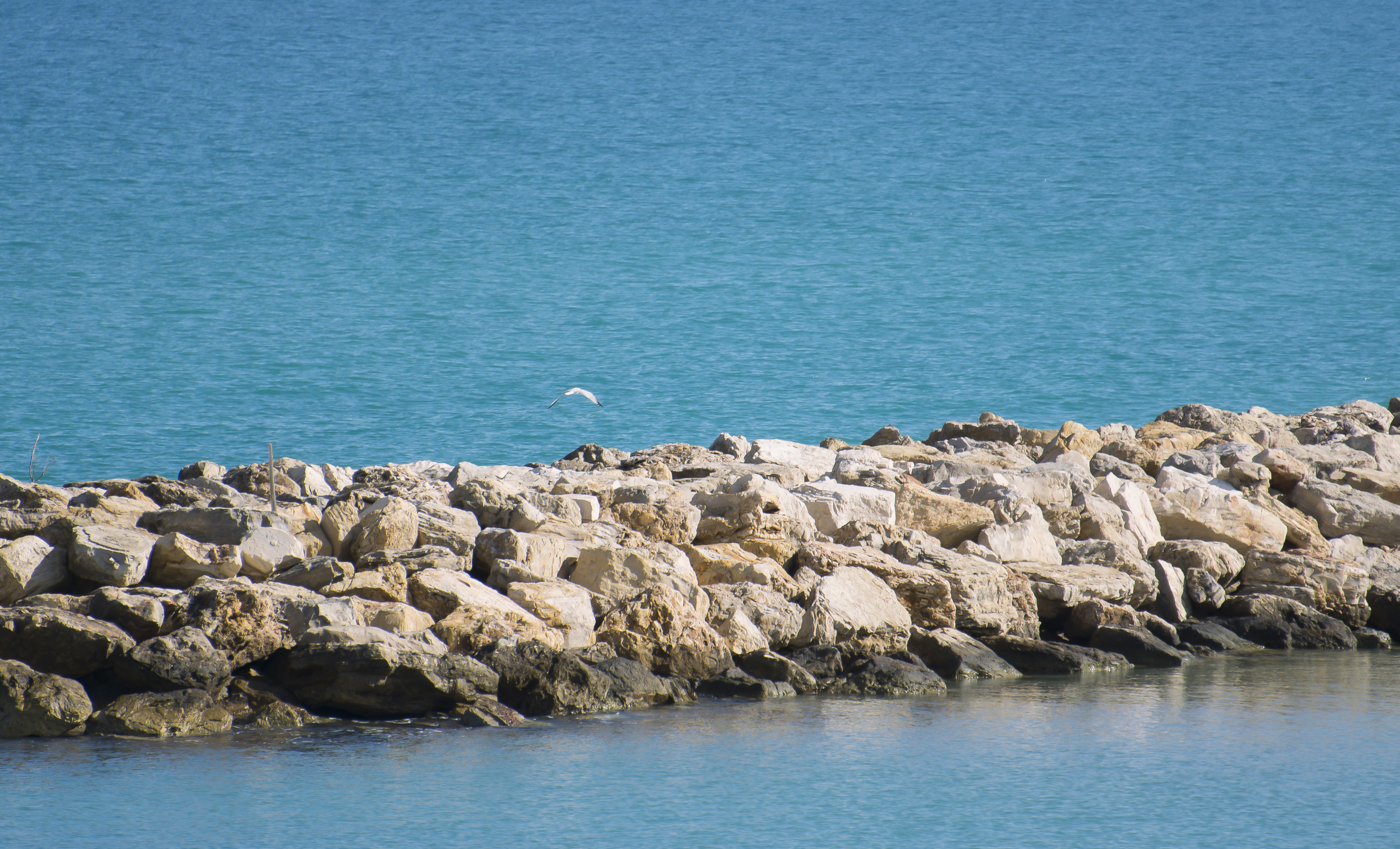
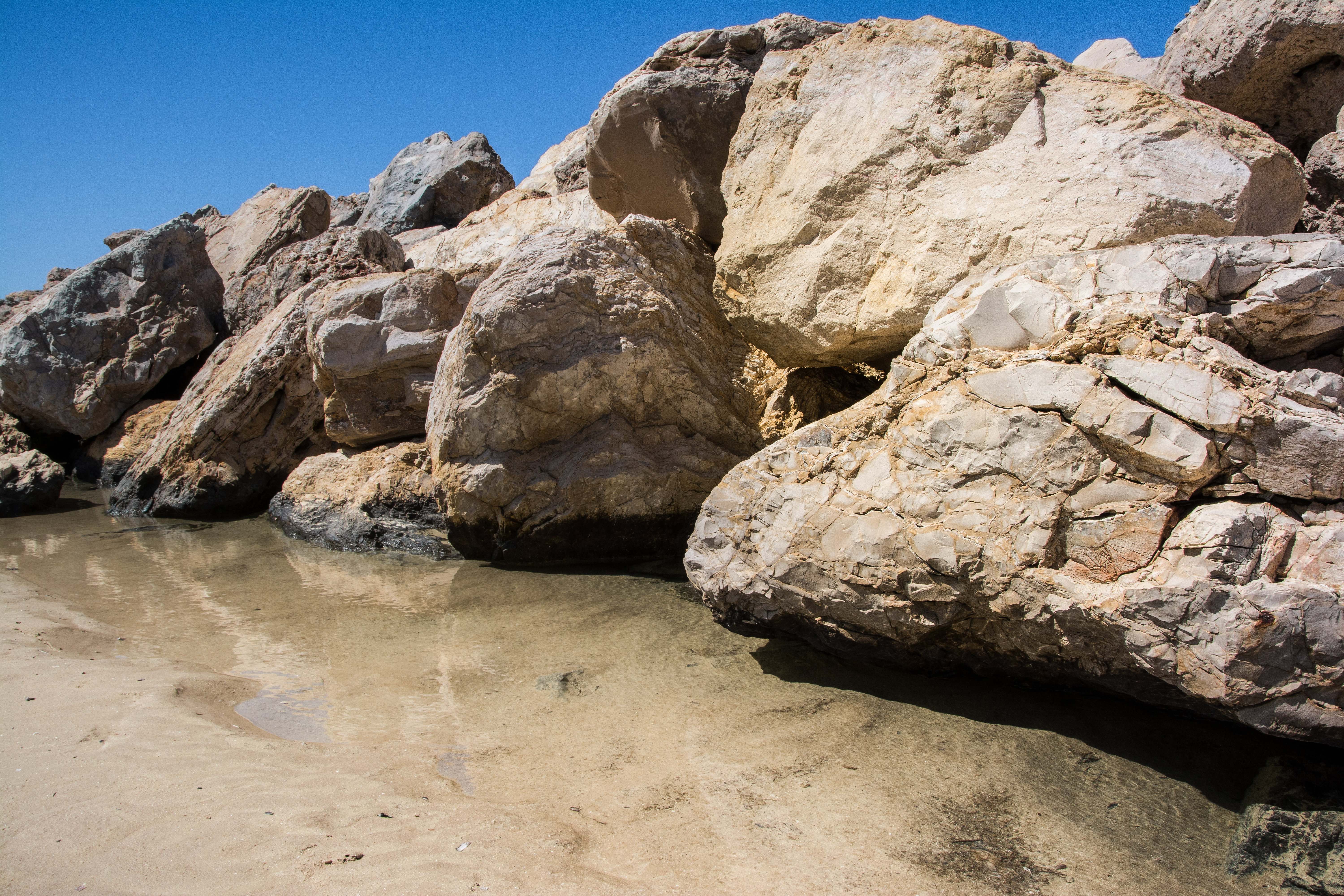